# 쿠네오역
쿠네오역(이탈리아어: Stazione di Cuneo) 또는 쿠네오 알티피아노역(Stazione di Cuneo Altipiano)은 이탈리아 북서부의 피에몬테주에 있는 쿠네오와 코무네를 운행하는 주요 역이다. 1937년에 개통된 이곳은 포사노 - 쿠네오, 사비글리아노 – 쿠네오, 쿠네오 – 벤티미글리아 및 쿠네오 – 몬도비 철도의 교차점이다.
역은 현재 레테 페로비아리아 이탈리아나(RFI)에서 관리하고 있다. 그러나 여객 건물의 상업 지역은 첸토스타치오니에서 관리한다. 기차 서비스는 트렌이탈리아에서 운영한다. 각 회사는 이탈리아 국영 철도 회사인 페로비에 델로 스타토(FS)의 자회사이다.
도시의 다른 역인 쿠네오 게소는 쿠네오-몬도비 철도의 일부를 형성하며, 보르고 산주세페(구 보르고 게소)의 작은 마을에서 멀지 않다.

## 위치
쿠네오 기차역은 도시 서쪽의 자유광장(Piazzale della Libertà)에 있다.

## 역사
역은 1937년 11월 7일 통신부 장관인 안토니오 스테파노 베니에 의해 이전 쿠네오 게소-보베스 – 보르고 산 달마초 노선을 대체한 새로운 마돈나 올모- 쿠네오 고원 – 보르고 산 달마초 노선과 함께 개통되었다.

## 특징
역 마당은 승객을 위한 5개의 선로(선로 1에서 선로 6까지 번호가 매겨져 있으며, 선로 2는 열차 구성을 변경하는 데 사용됨)와 화물 운송을 위한 8개의 다른 선로로 구성되어 있다.
기관차 창고는 역 마당의 남쪽에 위치하며 복선으로 연결된다.
2009년 3월 30일부터 역에는 열차 관리에 사용되는 장비와 직접 통신하는 새로운 공공 정보 시스템이 설치되어 적시에 최신 정보를 전달할 수 있다. 또한 역에는 최신 정보 기술 시스템을 사용하여 작동되는 새로운 확성기와 모니터가 있다.

## 여객
역에는 매년 약 3백만 명의 승객이 이동한다.
포사노를 경유하여 토리노와 사보나로 향하는 지역 열차와 몬도비를 경유하여 살루초, 벤티밀리아, 니스까지 운행된다.

## 같이 보기
- 이탈리아의 철도